# 竹田市立双城中学校
竹田市立双城中学校（たけたしりつ そうじょうちゅうがっこう）は、かつて大分県竹田市下坂田にあった公立中学校。

## 概要
1999年（平成11年）から山村留学の受入等の取り組みを行っていたが、生徒数が減少したために2003年（平成15年）3月に閉校。竹田市立竹田中学校と統合して、新たな学校として竹田市立竹田中学校が創設された。
閉校後の校舎は、1階部分を竹田市の文化財収蔵センター（文化財管理センター）に転用。2階部分は2010年度まで稲葉ダム建設工事事務所に貸与されていたが、稲葉ダムの完成により広大な空室が生じるため、竹田市では有効利用策を検討。2010年（平成22年）5月16日に相互協力協定を締結した別府大学と協議した結果、2011年（平成23年）12月2日に別府大学文化財研究所竹田センター及び竹田市・大学連携センターが本校舎に開設された。これらの施設の開設にあたっては、宿泊可能な研修棟が新たに設けられている。

## 沿革

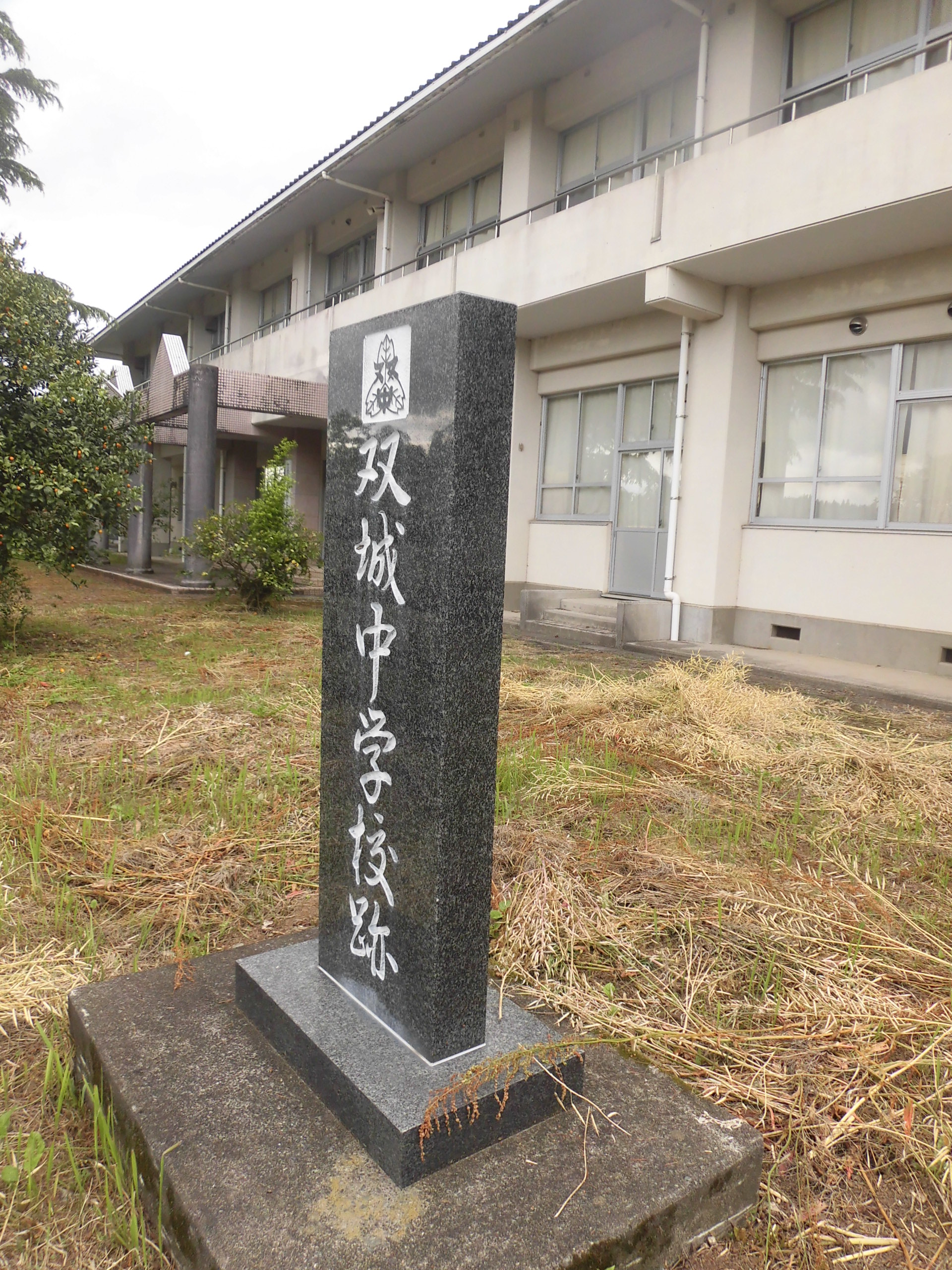
閉校記念碑

- 2003年（平成15年） - 閉校。